# Ghetto Chic
Albums de Abou Tall
Monsieur Saudade
(2024)
EPs d'Abou Tall
#SESSIONS
(2020) Futura
(2022)
Singles
1. Paris Centre
Sortie : 6 novembre 2019
2. Eau de Cologne (feat. S.Pri Noir)
Sortie : 16 décembre 2019
3. Bosser
Sortie : 11 mars 2020
4. Mona Moore
Sortie : 13 mai 2020
5. Rat des villes
Sortie : 3 septembre 2020
6. Cadenas (feat. Dadju)
Sortie : 26 novembre 2020

Ghetto Chic est le premier album studio du rappeur sénégalais Abou Tall, sorti le 4 septembre 2020 chez les labels Colombe Noire, Labréa / Turenne Music et 92i.

## Genèse
Le 6 novembre 2019, Abou Tall dévoile son nouveau titre Paris Centre, premier extrait de son premier album à venir,,. Le 7 novembre 2019, il dévoile le clip de Paris Centre.
Le 16 décembre, Eau de Cologne, en featuring avec S.Pri Noir,. Le 17 décembre, il sort le clip d'Eau de Cologne.
Fin 2019, il sort une série de petits clips intitulés Au cœur des Ghettos Chics.
Le 11 mars 2020 est dévoilé le titre Bosser,,. Le 12 mars 2020, il dévoile le clip du titre Bosser,.
Le 13 mai 2020, il sort un nouveau single Mona Moore. Le 29 juin 2020, il sort le clip de Mona Moore,.
Le 4 septembre 2020, il sort le clip de Rat des villes, ainsi que son premier album Ghetto Chic. 
Le 26 novembre 2020, il sort le clip de Cadenas avec Dadju.
Marrakech et La base sont deux titres exclusifs à la version physique de l'album[réf. nécessaire].
Le 5 novembre 2020, il sort un nouveau titre nommé Voie lactée en collaboration avec Take A Mic.

## Liste des titres
| 1.    | Intro (feat. Amine D1)            | Abou Tall, Amine D1   | Blackdoe, Amine Adam     | 0:55 |
| 2.    | Paris Centre                      | Abou Tall             | Aboubacar Tall, Blackdoe | 3:16 |
| 3.    | La frappe                         | Abou Tall             | MKL                      | 3:19 |
| 4.    | Bosser                            | Abou Tall             | Nyadjiko                 | 3:24 |
| 5.    | Retiens tes armes                 | Abou Tall             | MKL                      | 3:54 |
| 6.    | Rat des villes                    | Abou Tall             | Aboubacar Tall, MKL      | 3:21 |
| 7.    | Je veux de toi                    | Abou Tall             | Nyadjiko, Aboubacar Tall | 3:19 |
| 8.    | Rue de la traîtrise               | Abou Tall             | Nyadjiko, Aboubacar Tall | 3:39 |
| 9.    | Mona Moore                        | Abou Tall             | Aboubacar Tall, Nyadjiko | 3:13 |
| 10.   | Eau de Cologne (feat. S.Pri Noir) | Abou Tall, S.Pri Noir | Ds On Beats              | 3:46 |
| 11.   | Cadenas (feat. Dadju)             | Abou Tall, Dadju      | MKL, Aboubacar Tall      | 3:25 |
| 12.   | Next Level (feat. Lynda)          | Abou Tall, Lynda      | MKL, Aboubacar Tall      | 3:32 |
| 13.   | La clé                            | Abou Tall             | Nyadjiko, Aboubacar Tall | 2:44 |
| 14.   | Fermer la porte (feat. Lefa)      | Abou Tall, Lefa       | Blackdoe, Aboubacar Tall | 3:06 |
| 15.   | Ghetto Chic                       | Abou Tall             | BBP, DOLOR               | 2:59 |
| 16.   | La vie continue (Bonus Track)     | Abou Tall             | Nyadjiko                 | 3:42 |
| 17.   | Blessé (Bonus Track)              | Abou Tall             | Blackdoe, Aboubacar Tall | 4:33 |
| 56:07 |                                   |                       |                          |      |

| Nouvelle version inclus Voie lactée (feat. Take A Mic) | Nouvelle version inclus Voie lactée (feat. Take A Mic) | Nouvelle version inclus Voie lactée (feat. Take A Mic) | Nouvelle version inclus Voie lactée (feat. Take A Mic) | Nouvelle version inclus Voie lactée (feat. Take A Mic) | Nouvelle version inclus Voie lactée (feat. Take A Mic) | Nouvelle version inclus Voie lactée (feat. Take A Mic) | Nouvelle version inclus Voie lactée (feat. Take A Mic) | Nouvelle version inclus Voie lactée (feat. Take A Mic) | Nouvelle version inclus Voie lactée (feat. Take A Mic) |
| No                                                     | Titre                                                  | Auteur                                                 | Compositeur(s)                                         | Durée                                                  |                                                        |                                                        |                                                        |                                                        |                                                        |
| ------------------------------------------------------ | ------------------------------------------------------ | ------------------------------------------------------ | ------------------------------------------------------ | ------------------------------------------------------ | ------------------------------------------------------ | ------------------------------------------------------ | ------------------------------------------------------ | ------------------------------------------------------ | ------------------------------------------------------ |
| 18.                                                    | Voie lactée (Bonus Track) (feat. Take A Mic)           | Abou Tall, Take A Mic                                  | Jérémie Diabira                                        | 2:58                                                   |                                                        |                                                        |                                                        |                                                        |                                                        |
| 59:05                                                  |                                                        |                                                        |                                                        |                                                        |                                                        |                                                        |                                                        |                                                        |                                                        |

| Version physique | Version physique | Version physique | Version physique   | Version physique | Version physique | Version physique | Version physique | Version physique | Version physique |
| No               | Titre            | Auteur           | Compositeur(s)     | Durée            |                  |                  |                  |                  |                  |
| ---------------- | ---------------- | ---------------- | ------------------ | ---------------- | ---------------- | ---------------- | ---------------- | ---------------- | ---------------- |
| 19.              | Marrakech        | Abou Tall        | Dson Beats         | 2:26             |                  |                  |                  |                  |                  |
| 20.              | La base          | Abou Tall        | BlackDoe, Amine D1 | 2:13             |                  |                  |                  |                  |                  |
| 1:03:44          |                  |                  |                    |                  |                  |                  |                  |                  |                  |

## Clips
- Paris Centre : 7 novembre 2019
- Eau de Cologne (feat. S.Pri Noir) : 17 décembre 2019
- Bosser : 12 mars 2020
- Mona Moore : 29 juin 2020
- Rat des villes : 4 septembre 2020
- Cadenas (feat. Dadju) : 26 novembre 2020

### Ghetto Chic Session Live
- Voie lactée (feat. Take A Mic) : 22 janvier 2021
- La frappe : 29 janvier 2021
- Blessé : 5 février 2021
- Je veux de toi : 12 février 2021
- Rue de la traîtrise : 19 février 2021

## Classement hebdomadaire
| Classement (2020) | Meilleure position |
| ----------------- | ------------------ |
| France (SNEP)     | 101                |

## Anecdotes
- Paris Centre signifie le 9e arrondissement de Paris, lieu où Abou Tall a grandi. On voit apparaitre dans le clip Lefa et Maska[21].

### Samples[1]
- La clé est un sample de la musique du film Un homme et une femme de Claude Lelouch, Palme d’Or à Cannes en 1966 – NDLR
- Je veux de toi est un sample de J’aime les filles de Jacques Dutronc sortie en 1967.